# Зарванка (річка)
Зарванка (Гутянка, Черемушка) — річка в Україні, у Тиврівському районі Вінницької області, права притока Південного Бугу (басейн Чорного моря).

## Опис
Довжина річки 9,2 км, площа басейну 32,6 км². 

## Розташування
Бере  початок у селі Курники. Тече переважно на північний захід і на південному сході від Сутиски впадає у річку Південний Буг за 535 км від гирла.
Населені пункти вздовж  берегової смуги: Майдан, Василівка, Зарванка, Гута-Шершнівська. 
Річку перетинає автомобільна дорога Т 0242